# Euchromia walkeri
Euchromia walkeri är en fjärilsart som beskrevs av George Francis Hampson 1898. Euchromia walkeri ingår i släktet Euchromia och familjen björnspinnare. Inga underarter finns listade i Catalogue of Life.